# Fushigi no Dungeon: Fūrai no Siren 2
 (novembre 2018).
Si vous disposez d'ouvrages ou d'articles de référence ou si vous connaissez des sites web de qualité traitant du thème abordé ici, merci de compléter l'article en donnant les références utiles à sa vérifiabilité et en les liant à la section « Notes et références ».
Fushigi no Dungeon: Fūrai no Shiren 2 - Oni Shūrai! Siren-jō! (不思議のダンジョン 風来のシレン2 鬼襲来!シレン城!) est un jeu vidéo de type dungeon crawler sorti en 2000 sur Nintendo 64. Le jeu a été développé et édité par ChunSoft.